# M/V Manon
M/V Manon är ett biltransportfartyg som kan lasta upp till 7200 bilar. Manon byggdes 1999 av Daewoo Heavy Industry i  Sydkorea för Walleniusrederierna. Hon förlängdes 2005 och är därefter 227,9 meter lång, 32,3 meter bred och har 11 meters djupgående.
Manon är systerfartyg med Boheme, Don Juan, Don Pasquale, Don Qarlos, Don Quijote, Elektra, Mignon, Titus, Turandot och Undine.